# Piramide (metropolitana di Roma)
Piramide è una stazione della linea B della metropolitana di Roma.

## Storia
La stazione di Piramide, come la vicina stazione di Ostiense, è un esempio di architettura dell'epoca fascista. Progettata dall'architetto Marcello Piacentini, è caratterizzata da una geometria semplice e dalla copertura in un rigoroso bianco per mezzo di lastre di travertino. L'ingresso con scalini si affaccia sul piazzale di Porta San Paolo, affiancato dalla precedente costruzione dell'omonima stazione della Roma-Lido. L'atrio interno dell'edificio è molto vasto e consente un accesso diretto sia ai treni della linea B sia alla stazione della Roma-Lido. Come le altre stazioni nel tratto Termini-Laurentina, anche Piramide è stata ristrutturata nel 1989.
Nel 1990 fu aperto un sottopassaggio per collegare la stazione Piramide a Roma Ostiense e fu creato un secondo accesso con annesso atrio in via delle Cave Ardeatine; da questo atrio si può raggiungere anche il binario 1 della stazione di Porta San Paolo della Roma Lido. I primi anni di esercizio vedevano un traffico passeggeri discreto, proveniente per lo più dalla linea di Ostia, vista la posizione alquanto decentrata della stazione rispetto ai quartieri Aventino e Testaccio. Il traffico è poi andato crescendo negli anni fino ad arrivare ai livelli di oggi.
Le banchine della metropolitana si trovano all'interno di una trincea all'aperto, caso unico in tutta la rete romana, e vi si può accedere tramite ascensori o scale mobili; sulla banchina in direzione Rebibbia/Jonio è anche presente una piccola cappella dedicata a san Filippo Neri. Dal punto di vista turistico, la stazione si trova in prossimità della Piramide Cestia, dalla quale trae il nome, e della Porta San Paolo, da cui si diparte la via Ostiense. Durante la seconda guerra mondiale, presso la stazione ancora in costruzione, vennero ricoverati alcuni rotabili della Roma-Lido, salvandoli dai pesanti bombardamenti del 1943 che devastarono questa parte della capitale.

## Struttura ed impianti
La stazione condivide l'accesso con la confinante stazione di Roma Porta San Paolo e, tramite un passaggio coperto, è collegata anche alla stazione di Roma Ostiense.
L'atrio della stazione ospita alcuni mosaici di Enrico Castellani e Beverly Pepper, vincitori del concorso Artemetro Roma.

## Servizi
- Biglietteria automatica
- Servizi igienici

## Interscambi
- Stazione ferroviaria (   Roma Ostiense)
- Stazione ferroviaria (Roma Porta San Paolo)
- Fermata tram (P.le Ostiense/MB, linea 3)
- Fermata autobus ATAC